# Pseudoliotia
Pseudoliotia is een geslacht van weekdieren uit de klasse van de Gastropoda (slakken).

## Soorten
- Pseudoliotia acidalia (Melvill & Standen, 1899)
- Pseudoliotia asteriscus (Gould, 1859)
- Pseudoliotia axialis Laseron, 1958
- Pseudoliotia calliglypta (Melvill, 1891)
- Pseudoliotia gowllandi (Brazier, 1874)
- Pseudoliotia hattenbergeri Rolán & Rubio, 2002
- Pseudoliotia henjamensis (Melvill & Standen, 1903)
- Pseudoliotia micans (A. Adams, 1850)
- Pseudoliotia philtata (Hedley, 1900)
- Pseudoliotia pulchella (Dunker, 1860)
- Pseudoliotia speciosa (Angas, 1871)
- Pseudoliotia tribulationis (Hedley, 1909)
- Pseudoliotia tropica Laseron, 1958